# Amblyseiulella baltazarae
Amblyseiulella baltazarae är en spindeldjursart som beskrevs av Corpuz-Raros 1995. Amblyseiulella baltazarae ingår i släktet Amblyseiulella och familjen Phytoseiidae. Inga underarter finns listade i Catalogue of Life.